# Естер Сіамфуко
Естер Сіамфуко (англ. Esther Siamfuko; нар. 8 серпня 2004, Замбія) — замбійська футболістка, захисниця клубу «Хома Ворріорз» (виступає в оренді за «Квінз Академі») та національної збірної Замбії. Одна з гравчинь, яка поїхала на футбольний турнір Літньої Олімпіади 2020 року.

## Клубна кар'єра
Дорослу футбольну кар'єру розпочала 2018 року в клубі «Хома Ворріорз». У 2020 році її віддали в оренду до «Квінз Академі», кольори якої захищає й донині.

## Кар'єра в збірній
Представляла Замбію на Дівочому чемпіонаті КОСАФА (WU-17) 2020 року. У футболці національної збірної Замбії дебютувала 28 листопада 2020 року в програному (0:1) товариському виїзному поєдинку проти Чилі. Естер вийшла на поле на 62-ій хвилині, замінивши Агнес Мусасе.